# Wełyka Hłumcza
Wełyka Hłumcza (ukr. Велика Глумча) – wieś na Ukrainie, w obwodzie żytomierskim, w rejonie zwiahelskim. W 2001 liczyła 345 mieszkańców, wśród których 344 jako ojczysty język wskazało ukraiński, a 1 rosyjski.